# Gonocarpus hirtus
Gonocarpus hirtus là một loài thực vật có hoa trong họ Haloragaceae. Loài này được Orchard mô tả khoa học đầu tiên năm 2004.